# Igreja Católica em Essuatíni
A Igreja Católica em Essuatíni (também grafado como Eswatini, eSwatini ou Suazilândia, até sua mudança de nome em 2018) é parte da Igreja Católica universal, em comunhão com a liderança espiritual do Papa, em Roma, e da Santa Sé. O país tem uma grande diversidade religiosa, mas a vasta maioria da população é cristã, e a Igreja Católica é um membro observador do Conselho de Igrejas da Suazilândia. As relações entre diferentes grupos religiosos tendem a tornar-se tensas em momentos de dificuldade econômica.

## História
Habitada por tribos suazi desde o século XVI, a região recebeu seus primeiros missionários católicos em meados do século XIX, quando os Oblatos de Maria Imaculada foram enviados pelo Vicariato Apostólico de Natal. A carência desses missionários atrasou o desenvolvimento na região e, depois que os britânicos assumiram o controle, após a Segunda Guerra dos Bôeres, a área foi confiada aos servitas em 1913. A Prefeitura Apostólica da Suazilândia, erigida em 1923, foi elevada a vicariato apostólico em 1939 e a diocese em 1951, cujo nome foi mudado de Bremersdorp para Manzini dez anos depois. O bispo Attilius Barneschi, OSM, que trabalhou no país entre 1939 e 1965, construiu uma catedral em Manzini e estabeleceu um seminário e um noviciado para irmãs africanas.
Em 6 de setembro de 1968, o país conquistou sua independência e seu primeiro rei, Sobhuza II. A falta de partidos políticos levou os ativistas estudantis, com o apoio dos líderes da Igreja, a realizar agitações que clamavam por reformas que criariam um governo mais responsivo ao povo. Em 1992, a Santa Sé estabeleceu relações com o rei Mswati III.

## Atualmente
Em 2000, a Suazilândia tinha 15 paróquias atendidas por oito padres diocesanos e 30 religiosos. Outros religiosos incluíam nove irmãos e aproximadamente 60 irmãs. Além de 45 escolas primárias e 12 secundárias, a Igreja também operava vários hospitais, dispensários, orfanatos e albergues no país. O bispo, membro da Conferência Episcopal da África Meridional, se uniu aos esforços dessa organização para promover a paz e a justiça racial em toda a África Austral. A disseminação do HIV / AIDS também apresentou à Igreja um grande desafio; naquele mesmo ano, mais de um quarto de todos os adultos suazis era HIV positivo.
Os feriados nacionais de cunho católico são: Sexta-feira Santa, Segunda-feira de Páscoa, Ascensão e Natal. No atual momento, a Fundação ACN não vê "nenhuma ameaça à liberdade religiosa, mas sim tensões resultantes de fatores políticos e econômicos", sendo Essuatíni considerado um país religiosamente pacífico.

## Organização territorial
O catolicismo está presente no país com uma única diocese, a Diocese de Manzini, que abrange todo o território do país.

## Conferência Episcopal
A reunião dos bispos da África do Sul, Botsuana e Essuatíni forma a Conferência dos Bispos Católicos da África Meridional, que foi criada em 1958.

## Nunciatura Apostólica
A Nunciatura Apostólica de Essuatíni foi criada em 1993, após se separar da Delegação Apostólica da África Meridional.

## Visitas papais
O país foi visitado pelo Papa São João Paulo II em 1988, durante o dia 16 de setembro, juntamente com Botsuana, Lesoto, Moçambique e Zimbábue. O Pontífice lembrou o passado do país e da instituição da Igreja lá, dizendo:
| “ | Desejo também oferecer uma palavra especial de saudação e encorajamento aos clérigos e religiosos da Suazilândia presentes aqui hoje, bem como aos clérigos e religiosos visitantes de outros países. Os Servitas, que plantaram as sementes do Evangelho na Suazilândia com paciência e amor, agora se juntam a outras comunidades religiosas. Não esqueçamos hoje os pioneiros do Reino de Deus no Reino da Suazilândia, aqueles que iniciaram o trabalho e aqueles que o realizaram, incluindo, é claro, os primeiros bispos de Manzini e o primeiro bispo da Suazilândia, Mandlenkosi Zwane. Sinto-me encorajado pelo número crescente de vocações dos suazis ao sacerdócio diocesano e às fileiras de homens e mulheres religiosos. | ” |
|   | — Papa São João Paulo II ao clero e laicato suazis. |   |